# Mecolaemus
Mecolaemus is een geslacht van wantsen uit de familie van de Miridae (Blindwantsen). Het geslacht werd voor het eerst wetenschappelijk beschreven door Hsiao in 1947.

## Soorten
Het genus bevat de volgende soorten:

- Mecolaemus carvalhoi (Costa Lima, 1942)
- Mecolaemus costalimai Hsiao, 1947
- Mecolaemus fasciatus Hsiao, 1947
- Mecolaemus peruanus Carvalho, 1985
- Mecolaemus tijucanus Carvalho & Gomes, 1971